# BrMSX
BrMSX é um emulador de MSX para DOS, escrito por Ricardo Bittencourt. Foi lançado em 1997, e foi considerado na época como o mais rápido e preciso emulador de MSX já criado.[carece de fontes?]

## História
Em 1997, a emulação do MSX ainda era muito precária. Os únicos emuladores MSX disponíveis eram o fMSX e o CJS MSX. Estes emuladores não eram muito precisos e nem rápidos o suficiente para executar todos os softwares do MSX em velocidade real comparado a um MSX verdadeiro nos computadores disponíveis na época.[carece de fontes?]
BrMSX chegou para resolver estes dois problemas, ser preciso e rápido. A fim de melhorar a precisão, o core Z80 foi testado com o ZEXALL, emulando todos os aspectos da CPU, até as flags não documentadas. A emulação veloz foi atingida pelo emulador ser totalmente escrito em linguagem Assembler, x86.
O desenvolvimento do BrMSX começou em Setembro de 1997, e foi o primeiro lançamento público em novembro do mesmo ano. O nome em si, BrMSX, tem um duplo significado. O Br no nome é um alusão a Brasil, país onde o emulador foi desenvolvido, mas também pode significar as iniciais do autor: Bittencourt, Ricardo. O logotipo, criado por Raul Tabajara, reflete tanto a imagens do MSX (usando um tipo de letra semelhante ao do logotipo do jogo de MSX Aleste) e o desenho da  Bandeira Brasileira (usando o escudo redondo com o céu estrelado brasileiro). O mouse no ícone usado na GUI é um desenho do teclado do Expert (um dos modelos brasileiros de MSX) como uma forma de homenagem.
Porém, o interesse pelo BrMSX decaiu, com cada vez menos computadores usando sistemas DOS-compatíveis. Uma versão Windows chegou a ser desenvolvida, mas a última versão (v3.0.16) foi lançada em dezembro de 2003, e inclui o código fonte que está datado de março de 2005. A versão DOS parou de ser desenvolvida em fevereiro de 2003 (v2.10).
Em 2017, o autor resgatou parte da história do projeto, com granularidade de lançamento, e publicou num repositório git.
Uma série de características que atualmente são comuns na emulação MSX foram primeiramente lançadas no BrMSX:
- Core Z80 totalmente compatível com ZEXALL
- Suporte a MegaRAM
- Suporte a sons gerados pelo PSG, PPI, e Konami SCC
- MSX2+ cross-lines animation
- Emulação do Disk drive por portas de I/O
- Montar diretórios da máquina host como Discos MSX
- ADVRAM, protótipo de hardware que nunca foi lançado comercialmente
- Debugger interativo (fudebuger)
- Jogos Multiplayer (usado um cabo serial)
- Botão de avanço rápido, para pular a introdução de jogos
- Save states
- Emulação de TV (Filtros blur e scanlines)
- Emulação de monitor CGA verde
- Emulação dos LEDs (Caps Lock, Kana e Disk Drive)